# 海南省小動物保護協會
海南省小動物保護協會（英語：Hainan Small Animal Protect Association）是中國海南省的一家動保團體，成立於2003年。在中國各地的小動物保護協會之中，海南省小動物保護協會有較高的知名度。
協會自成立以來救助過幾千隻的貓狗和野生動物。目前其基地約收留有500多隻动物，其中大多數為中華田園犬。

## 有關事件
- 2014年4月，海南省小動物保護協會在其官方微博发布「因猫狗救助工作日益繁重，从即日起，协会不再接收诸如，兔子、仓鼠、蜥蜴等经济动物与别类动物」的公告，隨之引起部分網友的質疑乃至攻擊，協會的官方微博亦和這些網友對嗆。事後会长吴菁對於此事做出回應和解釋[6][7]。
- 在2014年，海南省小動物保護協會因人事變動而引起纷争，会长吴菁於當年6月辞职，协会由副會長張永寬接手管理，兩人對於协会账目和基地猫狗数量的說法不一[8]。此外再加上威馬遜颱風造成協會基地損壞，其收養的五百隻流浪貓狗一度面临断粮的情況[9]。當年7月，協會因缺乏資金而辭退了幾名飼養員，但因工資問題引發糾紛，其中一位謝姓飼養員一气之下喝農藥自殺[10]。

## 外部連結
- 海南省小動物保護協會的新浪微博